# 899
899 (DCCCXCIX) var ett normalår som började en måndag i den julianska kalendern.

## Händelser

### Oktober
- 26 oktober – Vid Alfred den stores död efterträds han som kung av Wessex av sin son Edvard den äldre.

## Födda
- Al-Qahir, kalif i Bagdad

## Avlidna
- 26 oktober – Alfred den store, kung av Wessex sedan 871
- 8 december – Arnulf av Kärnten, kung av Östfrankiska riket sedan 887
- Zoe Zaoutzaina, bysantinsk kejsarinna.